# Sierra de la Demanda
El Espacio Natural de la Sierra de la Demanda, generalmente conocido como sierra de la Demanda, lo conforman tres núcleos montañosos situados en el extremo noroccidental del sistema Ibérico: las sierras de San Millán, Mencilla y Neila. Se encuentra en el borde suroriental de la provincia de Burgos y linda con las provincias de La Rioja y Soria. Tiene una superficie de 81 270 ha.

## Topónimo
Los romanos la llamaron montes Distercios. En el siglo XIII el poeta riojano Gonzalo de Berceo los denominó montes Cogollanos, por haber sido aquellos en los que san Millán, llamado de la cogulla o cogolla (capucha monástica), y sus seguidores cavaron en la roca un eremitorio en el siglo VI. Durante la Edad Media, también recibió el nombre de Sierra de Arandio. En el siglo XVIII los nombraron "Sierra de la Demanda", denominación que ha perdurado hasta hoy, por un antiguo y dilatado litigio sobre utilización de terrenos y pastos, entre Fresneda de la Sierra Tirón y Ezcaray, iniciado allá por el siglo XVI. La Real Chancillería de Valladolid intervino en el juicio, que se alargó incluso hasta el siglo XIX. Como esto se llegó a llamar "asunto de la demanda" o petición de Monterrubio sobre los terrenos que debían ser lo que hoy en día se conoce como El Robledo, dio nombre a los montes. Forma parte de la comarca del mismo nombre.

## Cumbres

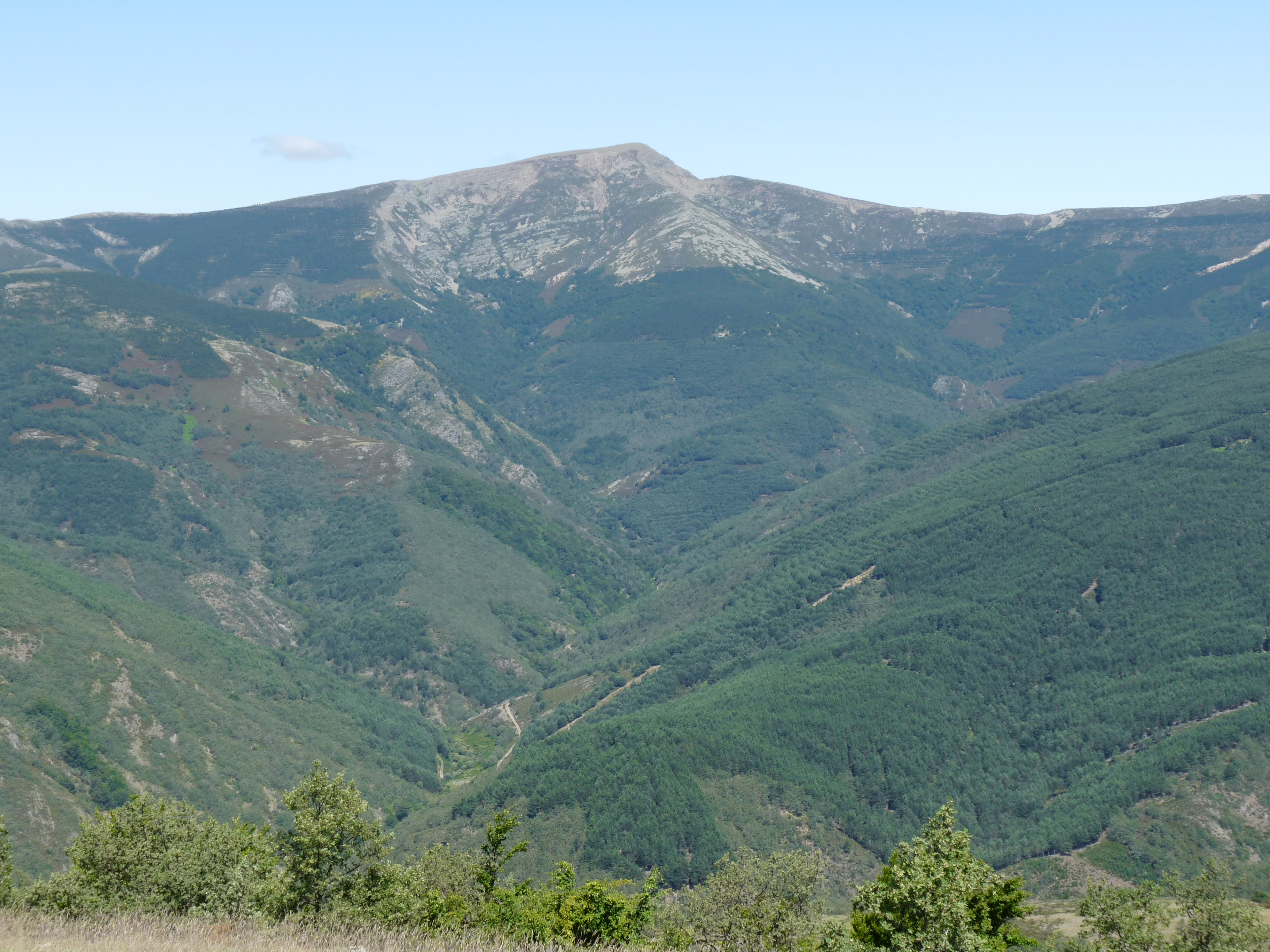
Torruco-San Millán en verano desde Guariste (Barbadillo de Herreros).

El pico más alto, situado en La Rioja, es el San Lorenzo (2270 m s. n. m.), en cuya ladera se encuentra la estación de esquí de Valdezcaray.
El segundo pico más alto (el más alto de la provincia de Burgos) es el San Millán (2132 m s. n. m.).
En su vertiente sur se encuentra el quinto pico más elevado (el segundo de Burgos): el Trigaza (2085 m s. n. m.), con la estación de esquí de Valle del Sol, cercana a Pineda de la Sierra.

## Orografía y entorno

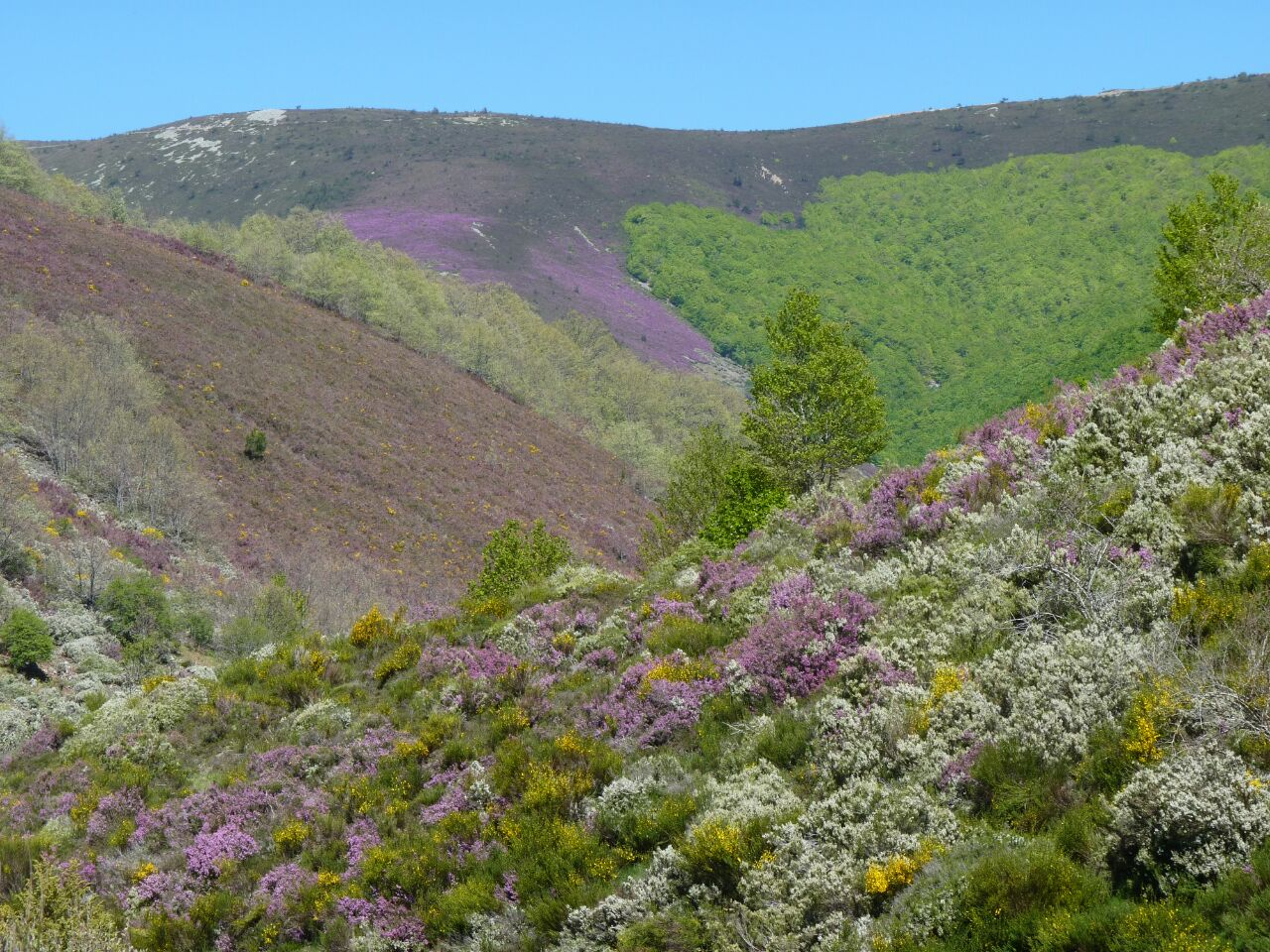
Sierra de la Demanda en primavera.

En su vertiente norte sobresalen los Montes de Ayago, que son un subsistema perteneciente a la misma. Los separa de las cimas más altas de la sierra de la Demanda el curso alto del río Tirón. 
Son parte de la frontera este de Castilla y León (Burgos) con La Rioja. Los componen todas las montañas incluidas en el perímetro formado por el río Ciloria al este, por puerto Pradilla (1240 m) al sureste, al sur y suroeste por el río Tirón, al noroeste Belorado y norte por el Camino de Santiago y carretera N-120. 
Lo constituyen todo el conjunto de cimas, valles, barrancos y ríos que vierten sus aguas en el margen derecho del río Tirón, y casi todas ellas, lo mismo que el río Tirón en sus orígenes, discurren en dirección sur-norte. El río nace en Fresneda de la Sierra Tirón en un término denominado Tres Aguas y desemboca en el Ebro a la altura de Haro. En la vertiente norte, cerca de Belorado, hay varios pueblos, entre ellos Fresneña, Redecilla del Camino y San Pedro del Monte. 
Según la Diputación de Burgos, “la vegetación original de la sierra de la Demanda está muy degradada, en su mayor parte como consecuencia de la acción antrópica. Pese a todo, siguen destacando en ella el haya en las zonas altas y el rebollo en las bajas, con fresno, serbal, acebos y tejos en forma aislada. Introducidos mediante repoblaciones forestales aparecen el pino albar (Pinus sylvestris), el pino negral (P. pinaster), el pino laricio (P. nigra) y el pino negro (P. uncinata). El estrato arbustivo se conforma a partir de brezos (Erica arborea, Erica australis, ...), genista, espino, retama, estepa, …”
Gran parte del sur de la comarca de la sierra de la Demanda comparte paisaje, medios de vida y vínculos de todo tipo, incluso históricos, con la comarca de Pinares, por lo que esos pueblos forman la subcomarca de Tierra Pinariega, en Burgos. En este sentido, el alfoz de Lara se extendía en el siglo XI desde Lara de los Infantes a Vinuesa, en la actual provincia de Soria.

## Demografía
Salas de los Infantes es el principal núcleo de población al sur. Al norte de la sierra de la Demanda y también en la provincia de Burgos sus núcleos principales son Belorado y Pradoluengo; en La Rioja lo son Ezcaray, Santo Domingo de la Calzada, Anguiano y San Millán de la Cogolla. Toda la sierra en su vertiente sur cuenta con una población aproximada de 9500 habitantes, de los cuales 2051 viven en Salas de los Infantes.

## Curiosidades
Varias novelas están ambientadas en la comarca: algunas de la barojiana serie Memorias de un hombre de acción, por ejemplo El escuadrón del Brigante, y la novela policíaca La foto misteriosa (2010), de David Munguía Mediavilla, singularmente en Palacios de la Sierra.
En esta zona se rodó parte de la película de Sergio Leone, El bueno, el feo y el malo en 1966.
En esta sierra existe un extenso yacimiento de icnitas de dinosaurios.